# ハンガリー国鉄

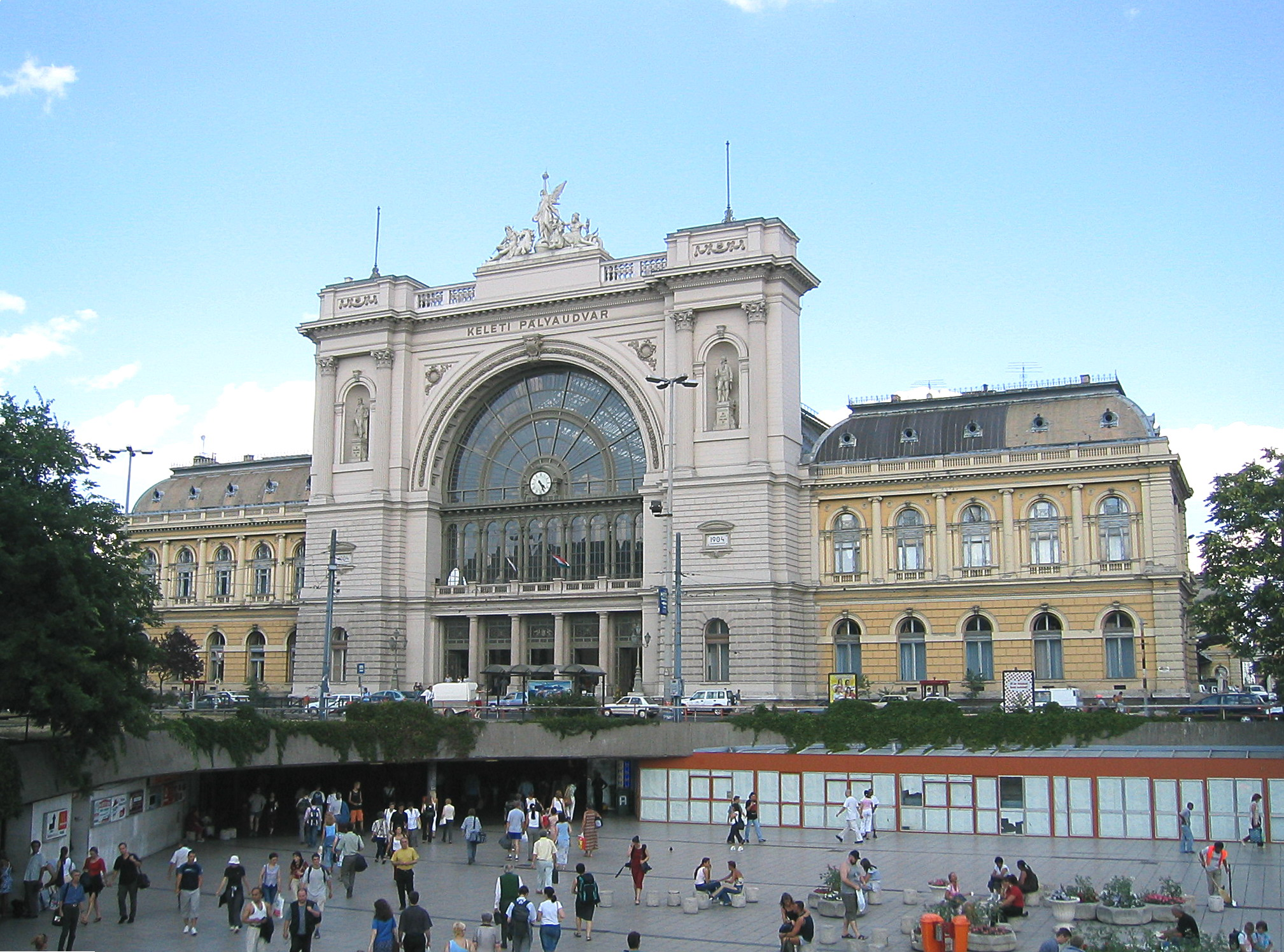
ブダペストのブダペスト東駅

ハンガリー国鉄（ハンガリーこくてつ、ハンガリー語: Magyar Államvasutak、略称: MÁV、英語: Hungarian State Railways）は、ハンガリーの鉄道会社であり、旅客輸送を担当するMÁV Start Zrt.と、貨物輸送を担当するMÁV Cargo Zrt.から構成されている。

## 歴史

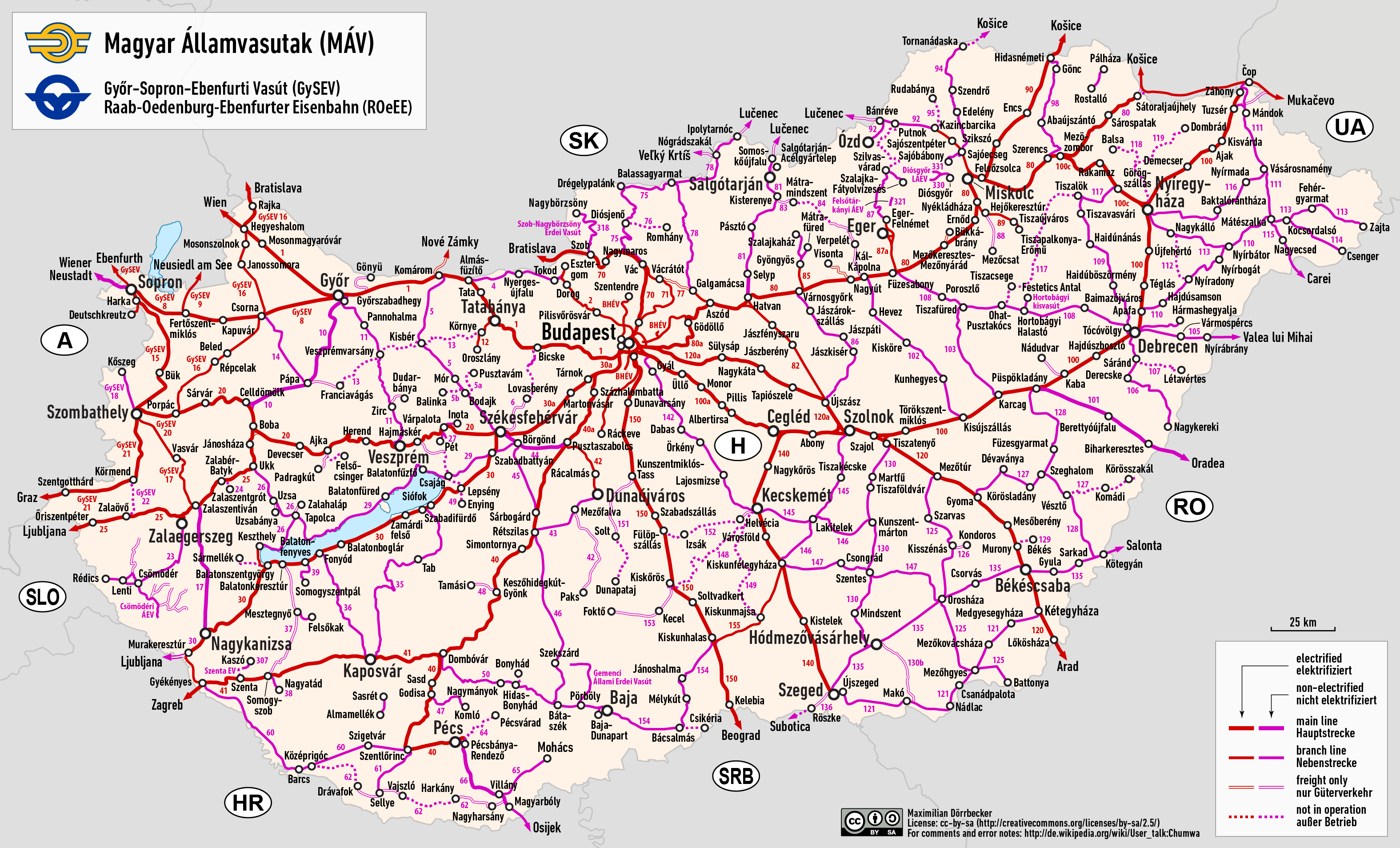
ハンガリーの鉄道路線図

ハンガリーで最初の蒸気機関車による鉄道は、ハンガリーがオーストリア帝国の支配下にあった1846年7月15日に、ペシュトとヴァーツの間で開業した。この日がハンガリーの鉄道の創業日とされている。後に1848年のハンガリー革命の指導者となった詩人のペテーフィ・シャーンドルは、この最初の列車に乗車して詩を書き、人間の体における血管のように、鉄道がハンガリー中を結ぶであろうと予測した。
1849年に革命戦争が敗北に終わった後、オーストリア政府は既存の鉄道路線を国有化し、さらに新規の路線を建設した。1850年代後半の第2次イタリア独立戦争の結果として、これらの全ての路線はオーストリアの民間企業へ売却された。この時期、ガンツ・アーブラハームの設立したガンツ社は、安く丈夫な鉄の車輪を製造する"crust-casting"法を開発し、中央ヨーロッパにおける鉄道の発展に大きく貢献した。

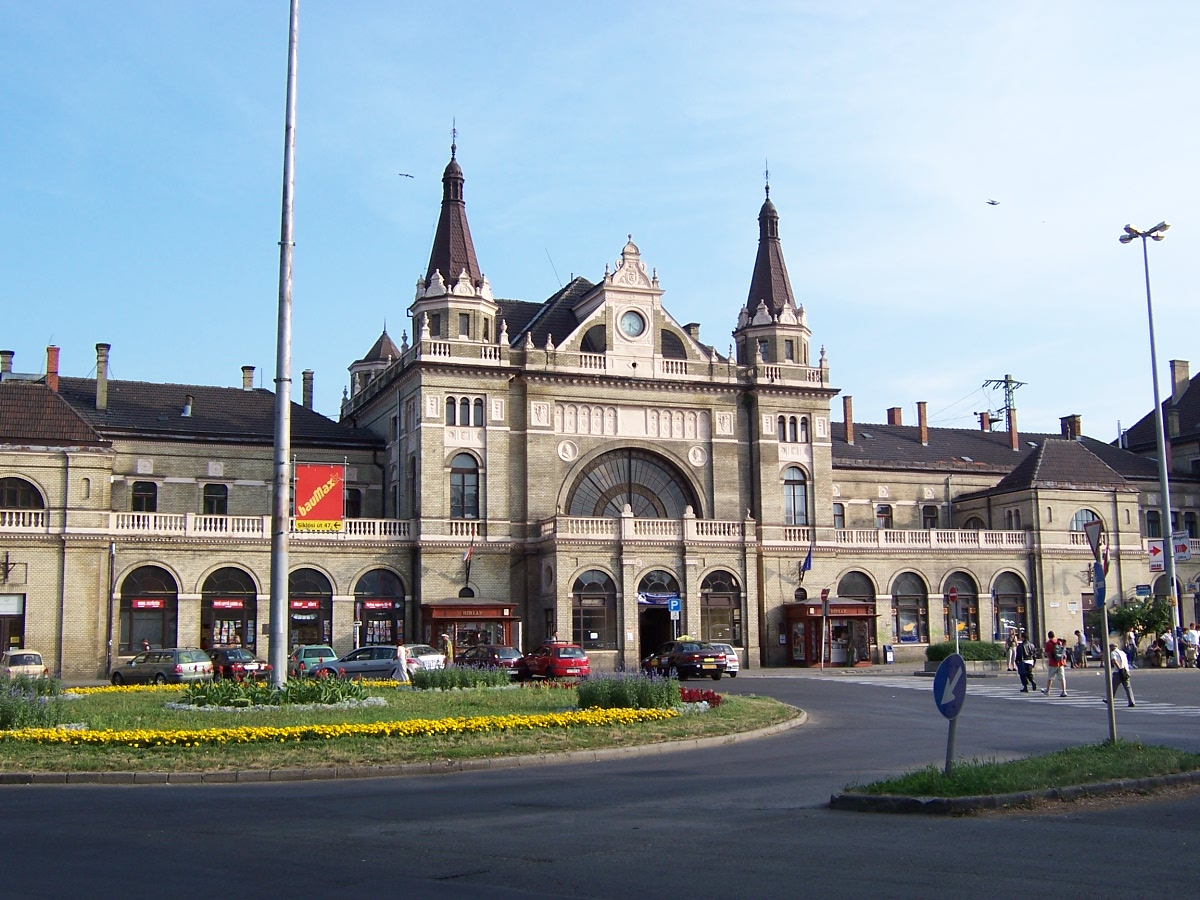
ペーチの駅

1867年にアウスグライヒによりオーストリア＝ハンガリー帝国が成立すると、交通の問題はハンガリー政府の所管となった。地方の鉄道会社を支援する業務も引き継がれた。これはかなりの額に及び、1874年の会計年度では、年間予算の8%が鉄道会社への助成金に支出された。このことから、ハンガリーの議会は国鉄を設立することを1868年に決定した。
目的は、ハンガリーの主要幹線を引き継いで運営することであった。これに対して支線は民間企業によって建設された。1884年の法律によって鉄道会社を設立する方法が簡素化されると、多くの小さな支線の鉄道会社が設立された。しかしながら、こうした会社は通常路線の建設のみを行い、国鉄と契約を結んでその路線を運行してもらった。このため、こうした会社は車両も保有していなかった。国鉄は、路線や設備、建築物が国鉄の規格に従って建設されていた場合にのみ、そうした運行契約を結んだ。このため、国鉄の規則に基づく標準の駅舎や上屋、関連する構造物が建設されることになった。
運賃が比較的高かったため、ハンガリーの交通密度は他国に比べてかなり低いものであった。この状況を打開するため、交通・通信大臣 (minister of ways and communication) のGábor Barossが1889年にゾーン運賃制度を導入した。この制度により旅客・貨物共に値下げとなったが、旅客貨物共に需要の急増を招いて、結果として全体の収益は向上した。
1890年には、経営体力の強いオーストリア所有のカシャウ-オーデルベルク鉄道 (KsOd: Kaschau-Oderberg Railway)、オーストリア-ハンガリー南部鉄道、シュターツ・アイゼンバーン・ゲゼルシャフト (Staats-Eisenbahn-Gesellschaft) を除いて、その経営の不味さの結果からほとんどの大きな民間鉄道会社が国有化された。前2者はゾーン運賃制度に加入することに同意し、第一次世界大戦終結まで鉄道会社として存続した。第一次世界大戦によりオーストリア＝ハンガリー帝国が崩壊すると、シュターツ・アイゼンバーン・ゲゼルシャフトのうちハンガリー側の路線はフランスの所有者からハンガリー政府により買収され、ハンガリー国鉄の路線となった。
20世紀初頭には、ハンガリー国鉄はヨーロッパでも路線の規模や財務面に関して最大規模の鉄道会社となった。しかしながら、その収益性は常にほとんどの西ヨーロッパ諸国の国鉄や私鉄に対して劣ったままであった。ハンガリーの鉄道網は、現代でも見られるように非常にブダペスト中心の構造として、この時期にほぼ完成した。
1911年、新しい機関車の番号付けルールが導入された。これは21世紀初頭まで用いられ、今でもかつて購入された動力車には用いられている。この付番規則では、動軸の数と最大軸重の情報を示している。
第一次世界大戦が終結すると、ハンガリーの領土を72%削減したトリアノン条約により、ハンガリーの鉄道網はおよそ22,000 キロメートルから8,141 キロメートルへと減少した。ハンガリー国鉄の所有する路線は、7,784 キロメートルから2,822 キロメートルへ減少した。第一次世界大戦終結時点で102,000両があった貨車は、1921年の時点でハンガリーには27,000両が残されるのみとなり、そのうち13,000 両が運行可能な状態であった。1919年時点で機関車は4,982両があったが、講和条約後ハンガリーに残されたのは1,666両であった。新しいハンガリーの国境は既存の鉄道路線の多くと交差していたため、これらの支線のほとんどは廃止された。幹線では、税関と機関車交換の設備を備えた新しい国境駅を建設する必要があった。
大戦間期には、既存の複線区間の強化と、幹線網の複線化に焦点が置かれた。カンドー・カールマーンの単相交流16 kV 50 Hz駆動に関する特許と、回転相変換機により架線の高電圧を調整した低い電圧の多相交流に変換して多相の交流誘導電動機に供給する、彼が新たに設計したV40形機関車によって、電化の取り組みも始められた。多くの幹線では貨物・旅客列車は、ハンガリー国鉄の蒸気機関車の時代最後の形式となった424形蒸気機関車により牽引されていた。1928年からは2軸・3軸のガソリンカー、後にディーゼルカーが購入され（BCmot形）、1935年には支線網の57%はこれらの気動車によって運行されるようになった。ハンガリー国鉄の残りの区間では、旅客輸送は依然として第一次世界大戦前の蒸気機関車によって木造の座席を備えた三等客車が牽引されていた。この客車はハンガリー語では"fapados"と呼ばれ、現代では格安航空会社を指す言葉となっている。
1930年代初頭、世界恐慌によりほとんどのハンガリーの支線運営会社は倒産した。オーストリア・ハンガリー南部鉄道のハンガリー側の後継会社であるDSAも、財産管理下に置かれた。ハンガリー国鉄は、これらの支線とDSAの全ての資産を1932年に取得し、これらの路線の営業を続行した。このようにして、ハンガリー国鉄はハンガリーにおいて唯一の大きな鉄道事業者となり、他の独立した鉄道会社はGySEV、AEGVなど取るに足らない数しか残されなかった。
第二次世界大戦末期、ハンガリーの鉄道網は壊滅的な破壊を受け、幹線の半分以上と支線の25%は使用不能となった。橋の85%は破壊され、建物の28%が破壊されこの他に32%が使用不可能となった。車両もまた破壊されるか他の多くのヨーロッパ諸国へ散逸した。機関車213両、気動車120両、客車150両、貨車1900両だけが使用可能な状態であった。この気動車についても、第二次世界大戦末期には稼動させるための燃料が無かった。これらはソ連軍の戦利品とみなされた。
線路と建物、その他の施設は多大な努力により比較的短期間で修復された。1948年までには鉄道網の大半は使用可能な状態となったが、大きな橋については再建されるまでさらに長い時間が必要とされたものもあった。最初の電化区間は1945年10月には既に運行再開されていた。ソ連軍は、オーストリアやドイツから戻されて没収された機関車やその他の車両をハンガリー国鉄へ売り戻した。再建を促進するためにハンガリー国鉄は、510両のアメリカ陸軍輸送科S160形蒸気機関車 (USATC S160 Class) を購入し、ハンガリー国鉄411形蒸気機関車 (MÁV Class 411) となった。

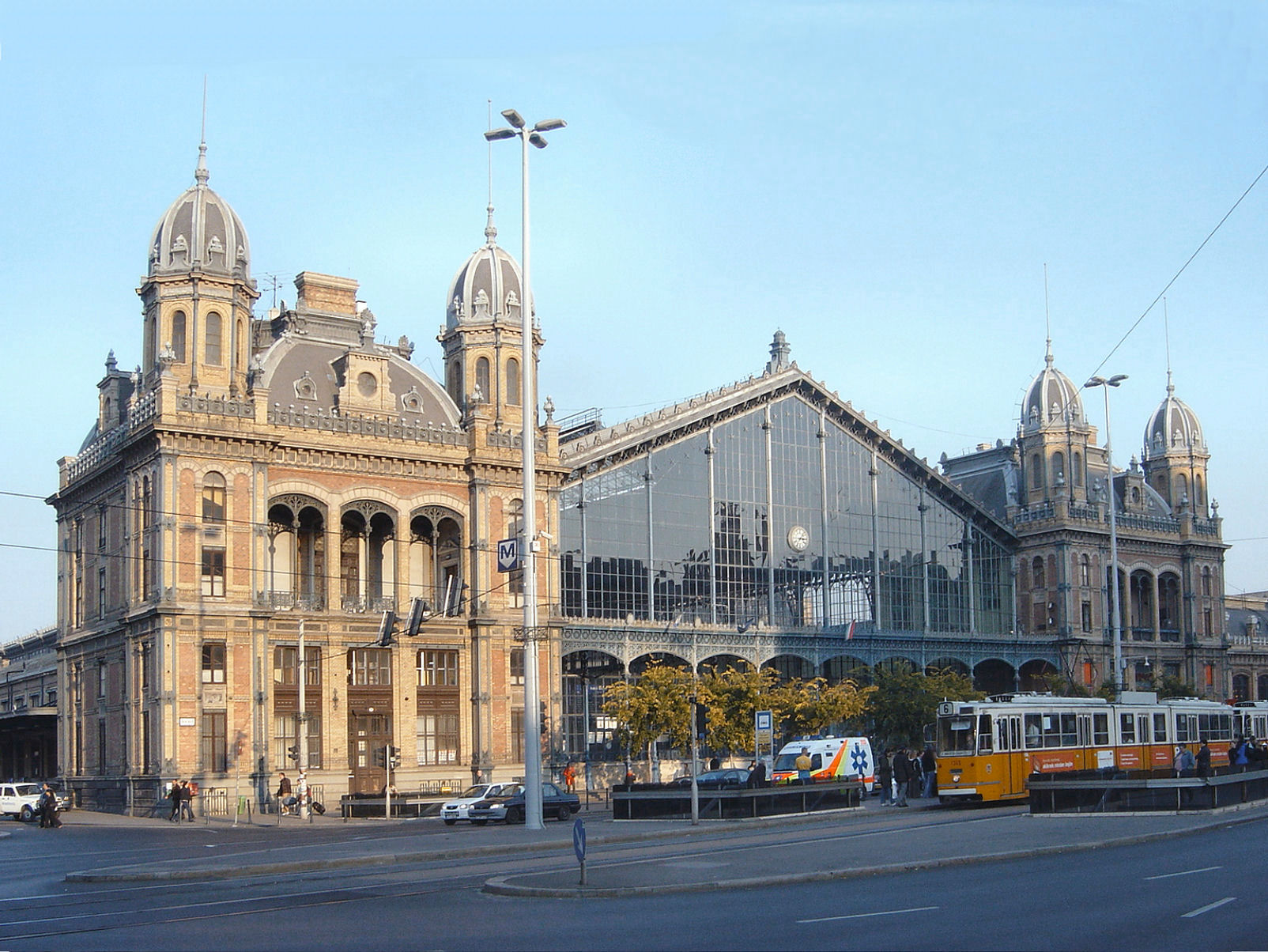
ブダペスト西駅

1950年代のスターリニズム時代、ハンガリー勤労者党は急速な工業化を命令し、鉄道はそのための背骨と考えられた。過積載の列車がよく整備されていない機関車に牽引され貧弱な線路の上を走っていた。非現実的な5ヶ年計画が定められ、これを達成できなければサボタージュとみなされた。事故が起きると鉄道員は見せしめの裁判に掛けられ、しばしば死刑を宣告されることすらあった。
この時期、蒸気機関車の生産は続行されていたが、ハンガリーの工業がソビエトに対する戦争賠償の生産に占められていたため、少数に留まった。これにはソビエト設計の蒸気機関車や客車・貨車、その他の品物が含まれる。ディーゼル機関車の開発も始められた。カンドーのV40形電気機関車の後継となるV55形電気機関車は失敗に終わり、ハンガリー国鉄はこれ以上相変換機式の機関車を購入しないことを決定した。
ハンガリー動乱の時には鉄道はあまり被害を受けなかった。動乱が鎮圧された後、再び5ヵ年計画の枠組みが導入されたが、今度は目標は低いものに改められた。1958年にハンガリーでの蒸気機関車の生産が終了した。600 馬力の電気式ディーゼル機関車のM44形と、450 馬力の液体式入換用ディーゼル機関車のM31形が生産された。
1964年、ドイツの設計でハンガリー国内で生産された交流25 kV50 Hzの4軸のV43形電気機関車が就役した。この信頼性のある機関車は結果的に450両が生産されて旅客だけではなく貨物でもハンガリー国鉄の主力となった。またソ連製のM62形ディーゼル機関車やスウェーデン/アメリカ製のM61形ディーゼル機関車などの大型ディーゼル機関車も登場した。しかしながら軌道の保守は低いレベルに留まり、これらの機関車が能力を発揮することを妨げた。

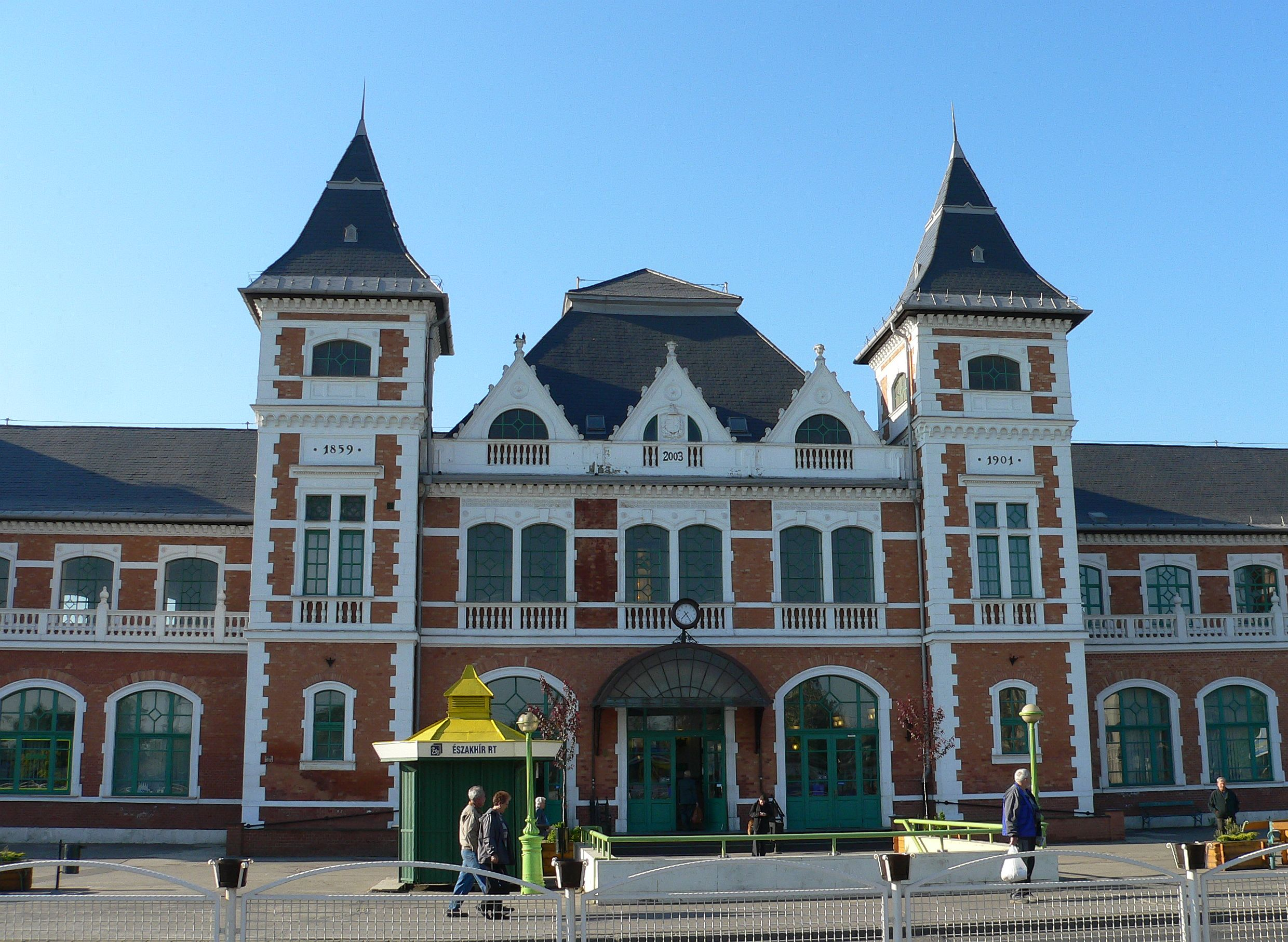
ミシュコルツのミシュコルツ・ティサ駅

今日に至るまで、ハンガリーの鉄道における最高速度は120 km/h（特定の路線で160 km/h）に留まっている。しかし、汎ヨーロッパ回廊の一部を形成する路線の改善のために欧州連合の資金を利用することができるようになった。ハンガリーは中央ヨーロッパに位置しており、多くの重要な鉄道路線が国内を通過しているためである。1990年代を通じて、ハンガリー国鉄は次第にローカル線を廃止していったが、さらに大規模な旅客営業の廃止は政治的な圧力により阻止された。それでも、ハンガリー国鉄が利益の出る貨物事業に集中していることと、ハンガリーの鉄道網の不平等な構造から高いクオリティの都市間特急列車を利用できるのはごく一部の人であること、十分な質の客車が不足していてさらに都市間特急列車網を拡張することができずにいることなどから、ハンガリーが資本主義に移行して以来一般の旅客輸送の質はかなり悪化している。
2000年以降のハンガリーの政治体制は、高速道路がよく整備されているスロバキアやクロアチアと比べて感じられる「アウトバーンギャップ」の対策に集中しているため、短期的にはハンガリーの鉄道網に対してハンガリー国内でのかなりの資金投入は期待できない。近年の改善としては、シーメンス製のデジロ気動車を通勤用に12両、スイスのシュタッドラー社のFLIRTを60編成購入したことが挙げられる。なお、発注したFLIRTは、中距離シャトル運用向けのとても先進的な電車タイプのものであるが、未検証のもので、より洗練されているが技術的には保守的なボンバルディア製のタレントとの間で、不公正な選定が行われたというスキャンダルに巻き込まれた。
ジェール、ショプロンとオーストリアのエーベンフルトを結ぶジェール-ショプロン-エーベンフルト鉄道 (GySEV)は、両国で共同運営されている。

## 2007年の地方におけるサービスの変化
2006年12月7日、ハンガリー政府は広範な経済改革の一部として、合計474 キロメートルに及ぶ14の地方路線の運行を停止することを発表した。経済・運輸大臣のJános Kókaによる最初の計画ではより急進的で、全鉄道網の12%にあたる26路線を廃止するものであったが、地方自治体や野党、市民団体の強い反対にあった。最大野党は、これらの対策は地方、特に小さな村に対して向けられたものであると主張した。政府は、これらの列車はVolán社のバス路線に置き換えられて、より速くなり運賃も安くなると主張した。問題は高度に政治化した。政府は費用の掛かる環境保護対策と再耕作制限を回避したいため、これらの鉄道路線は正式に軌道を撤去して廃止されずに、無期限に運行を休止される。ハンガリーでは金属盗難が広がっているため、これは事実上これらの軌道を見捨てることを意味する。
2007年3月4日に以下の14路線で運行が休止された。Pápa-Környe、Pápa-Csorna、Zalabér-Zalaszentgrót、Lepsény-Hajmáskér、Sellye-Villány、Diósjenő-Romhány、Kisterenye-Kál-Kápolna、Mezőcsát-Nyékládháza、Kazincbarcika-Rudabánya、Nyíradony-Nagykálló, Békés-Murony、Kunszentmiklós-Dunapataj、Fülöpszállás-Kecskemét、Kiskőrös-Kalocsa。
2007年4月20日、ウェブポータルのインデックス・ニュースは、ハンガリー国鉄内部の検討資料を報道した。これによれば、新しいハンガリー国鉄経営陣と政府は、収入に見合わない支出を生み出すものを排除するために、2008年以降全ての小さな地方鉄道路線を休止する意図となっている。これらの路線は支出が収入の10倍にも上っていた。これが実施されると、国際鉄道路線と大きな地方都市の路線のみが残ることになる。

## 駅

### ブダペスト
- ブダペスト南駅（デリ駅） (Déli Railway Station)
- ブダペスト東駅（ケレティ駅） (Keleti Railway Station)
- ブダペスト西駅
- ケレンフェルド駅 (Kelenföld Railway Station)

### ミシュコルツ
- ミシュコルツ・ティサ駅
- Miskolc Gömöri railway station

## 統計
- 鉄道路線合計: 7,606 キロメートル
  - 標準軌: 7,394 キロメートル
  - 広軌: 36 キロメートル
  - 狭軌: 176 キロメートル

注: 標準軌と広軌の路線は国鉄が運営している。狭軌についても以下の路線は国鉄が運営している。Nyíregyháza-Balsai Tisza-part/Dombrád、Balatonfenyves-Somogyszentpál、Kecskemét-Kiskunmajsa/Kiskőrösとブダペストの子供鉄道（ピオニール鉄道）。それ以外の全ての狭軌路線は森林会社と地方の非営利団体が運行している。

## 運賃

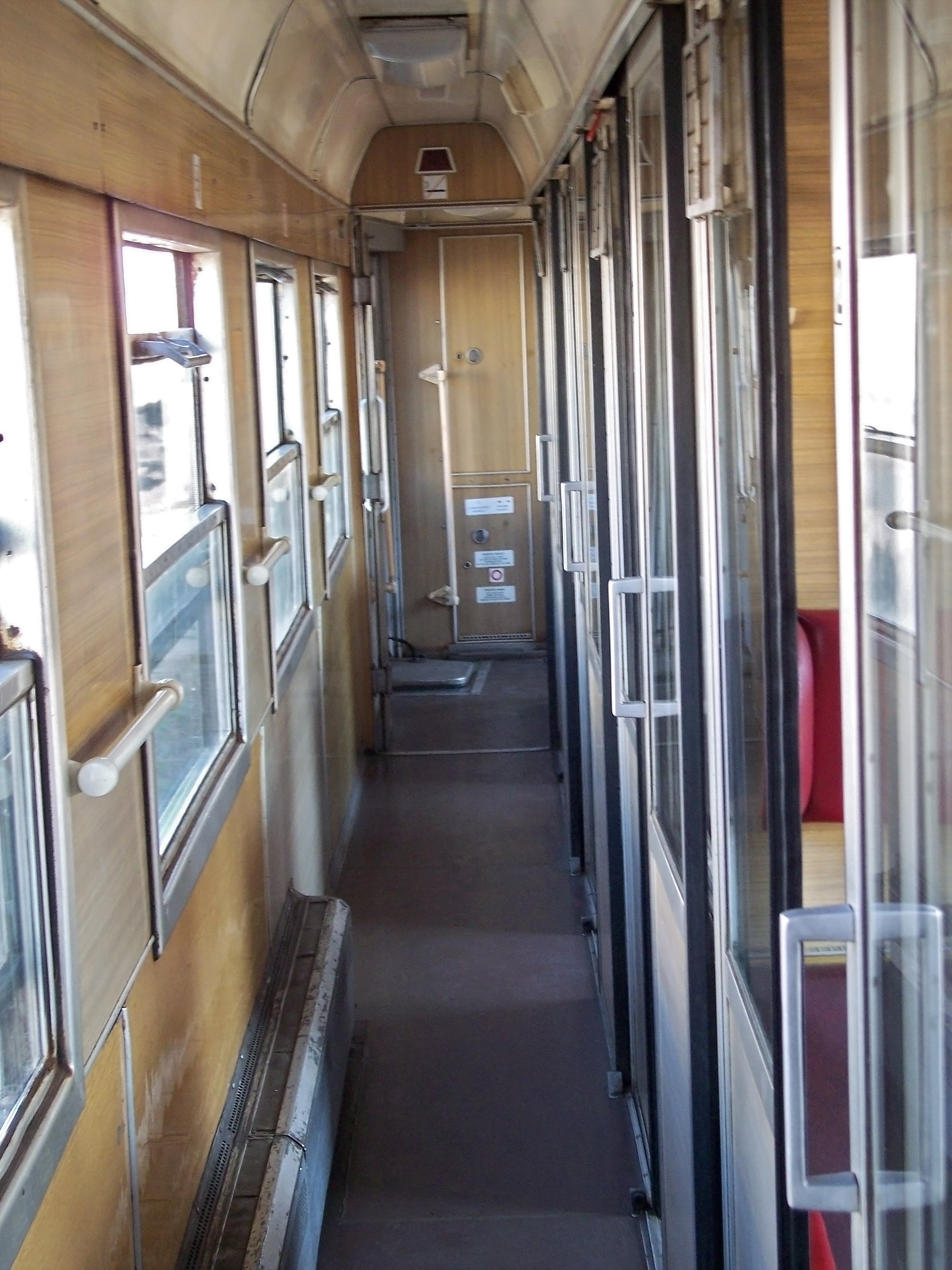
典型的なハンガリーの客車の内部、インターシティではない2等車

- 1,880 フォリント（100 km 片道、1等正規運賃、2012年08月14日のレートで約650円）
- 1,500 フォリント（100 km 片道、2等正規運賃、2012年08月14日のレートで約518円）

路線によっては2等車のみのこともある。
都市間のインターシティ列車（高速でより快適）の切符の価格はこれより少し高い。旅客は座席を指定する必要があり（2等車で520 フォリント）、あるいは追加チケットを購入する必要がある。インターシティからインターシティ未満の列車（InterPiciと呼ばれる）に乗り換える場合、InterPiciに対する予約は無料である。
現在の運賃は、2007年の2回の運賃値上げの結果である。2007年1月1日の16%値上げと、2007年5月1日の17%値上げが行われた。この値上げにより、国営長距離バスと同等の運賃となった。
値上げ後は、2人か3人が集まって費用を分担する場合、個人の自動車に乗る方が列車に乗るよりも安くなった。これは反対勢力からは、環境的な観点から批判されている。ハンガリーでは、個人による自動車の所有はまだ普及しておらず、都市の下層住民や地方の人は公共交通に完全に依存していることに注意しなければならない。

### 割引
有効な学生証を所持した学生と6歳から14歳までの子供は半額（2007年以前は67.5%引き）の切符を買うことができる。欧州連合諸国からの26歳未満の若者は33%の割引が得られる。欧州連合諸国からの6歳未満の子供と65歳以上の老人は無料で旅行できることがある。
さらに様々な割引制度がある。家族向け、幼稚園児や生徒のグループ、国の保護を受けている子供の団体、公務員、年金生活者、競技に向かうスポーツ選手、目の不自由な人とその付き添い、耳の不自由な人、知的障害のある子供とその付き添い、障害者とその付き添い、戦争傷病者、戦争未亡人、公的なイベントに参加する人などである。
下記は、日本のJRで新幹線の速達列車（やまびこ・はくたか・ひかり・さくら）に相当する種別である。乗車には運賃のみでなく特急料金が必要となる。

## 列車種別

### 特急相当
- rj - Railjet（レイルジェット）
ブダペスト - ウィーン - ミュンヘン方面に運行されている昼行特急。2時間毎のパターンダイヤで運行している。
- EN - EuroNight（ユーロナイト）
ブダペスト - ウィーン - ミュンヘン方面、およびブダペスト - プラハ - ベルリン方面に運行されている夜行特急。
- IC - InterCity（インターシティ）
ブダペストと、ハンガリー国内の主要都市を結ぶ昼行特急。概ね、1時間または2時間毎のパターンダイヤで運行している。また、一部は国外にも直通する。
- EC - EuroCity（ユーロシティ）
ウィーンまたはプラハを発着する昼行特急。特にプラハ - ブダペストの列車は2時間毎のパターンダイヤで運行している。
- Gyorsvonat
特急列車のうち、小さめの県庁所在地や小都市を結ぶ列車。
- Ex - Expresszvonat
本数の少ない運転系統が中心。特に夏季限定の列車が多い。乗車に特急料金は不要だが、全車指定席で指定席料金が必要なため、他の特急自由席より乗車料金が高額である。
- S - Sebesvonat
特急と普通の中間。主に、ブダペスト近郊は特急として、他県では普通列車として運行される列車が多い。

### 快速・普通相当
- ER - EuroRegio
普通列車のうち、オーストリアとハンガリーの国境を越える列車がこの種別で運行している。
- IR - InterRégió vonat
ハンガリー南部、バヤ周辺のみで運行される普通列車。
- Z - Zónázó vonat (特別快速)
ブダペスト近郊で運行される。停車駅が少なく、30km以上ノンストップとなる列車もあるが、郊外は各停になる列車が多い。
- G - Gyorsított vonat (快速)
ブダペスト近郊で運行される。半数弱程度の駅を通過する種別。
- S - Személy vonat (普通)
普通列車。主に各駅停車だが、一部駅を通過する列車もある。